# Vilar de Barrio
Vilar de Barrio est une commune de la comarque de A Limia, dans la province d'Orense et la communauté autonome de Galice (nord-ouest de l'Espagne). Elle comptait 1686 habitants lors du recensement de 2009.